# فلورنسا هويل باركلي
فلورنسا هويل باركلي (بالإنجليزية: Florence Howell Barkley)‏ هي رسامة أمريكية، ولدت في 1880 في مايسفيل في الولايات المتحدة، وتوفيت في 1954 في نورثفيلد في الولايات المتحدة.